# Protoschinia
Protoschinia là một chi bướm đêm thuộc họ Noctuidae.
Protoschinia scutosa, loài duy nhất thuộc chi đã được coi là đồng nghĩa của Schinia nuchalis, nhưng hiện được coi là loài riêng biệt. Chi đã được Beck công nhận lại vào năm 1996, tuy thế chưa rõ việc này đã được thừa nhận rộng rãi không vì nhiều học giả vẫn còn xếp scutosa vào chi Schinia.